# Gmina Barban
Gmina Barban (chorw. Općina Barban) – gmina w Chorwacji, w żupanii istryjskiej.

## Miejscowości i liczba mieszkańców (2011)
- Barban – 221
- Bičići – 69
- Borinići – 10
- Draguzeti – 83
- Glavani – 77
- Grandići – 140
- Hrboki – 179
- Jurićev Kal – 61
- Koromani – 52
- Kožljani – 63
- Manjadvorci – 187
- Melnica – 161
- Orihi – 116
- Petehi – 103
- Prhati – 142
- Puntera – 108
- Rajki – 8
- Rebići – 133
- Rojnići – 42
- Sutivanac – 347
- Šajini – 190
- Vadreš – 58
- Želiski – 171